# Leikleurige musgors
De leikleurige musgors (Haplospiza rustica) is een vogelsoort uit de familie Thraupidae (tangaren).

## Verspreiding en leefgebied
De soort telt drie ondersoorten:
- H. r. uniformis: van zuidoostelijk Mexico tot westelijk Panama.
- H. r. arcana: zuidelijk Venezuela.
- H. r. rustica: van Colombia en noordwestelijk Venezuela tot centraal Bolivia.

Ze leven vaak tussen de bamboe.